# Mantura
Mantura là một chi bọ cánh cứng trong họ Chrysomelidae.
Chi này được miêu tả khoa học năm 1831 bởi Stephens.

## Các loài
Các loài trong chi này gồm:
- Mantura ambigua Kutschera, 1862
- Mantura chrysanthemi Koch, 1903
- Mantura cylindrica Miller, 1880
- Mantura horioni Heikertinger, 1940
- Mantura lutea Allard, 1859
- Mantura mathewsi Stephens, 1832
- Mantura nepala Medvedev, 2004
- Mantura obtusata Gyllenhal, 1813
- Mantura rustica Linnaeus, 1766